# ISO 3166-2:BB
ISO 3166-2:BB is een ISO-standaard met betrekking tot de zogenaamde geocodes. Het is een subset van de ISO 3166-2 tabel, die specifiek betrekking heeft op Barbados.
De gegevens werden tot op 27 november 2015 geüpdatet op het ISO Online Browsing Platform (OBP). Hier worden 11 parochies - parish (en) / paroisse (fr) - gedefinieerd.
Volgens de eerste set, ISO 3166-1, staat BB voor het land, het tweede gedeelte is een tweecijferige code.

## Codes
| Code  | Naam          |
| ----- | ------------- |
| BB-01 | Christ Church |
| BB-02 | Saint Andrew  |
| BB-03 | Saint George  |
| BB-04 | Saint James   |
| BB-05 | Saint John    |
| BB-06 | Saint Joseph  |
| BB-07 | Saint Lucy    |
| BB-08 | Saint Michael |
| BB-09 | Saint Peter   |
| BB-10 | Saint Philip  |
| BB-11 | Saint Thomas  |